# Carapa (planta)
Carapa es un género de plantas pertenecientes a la familia de las Meliaceae. 

## Descripción
Alcanzan un tamaño entre mediano y alto, hasta los 30 m de altura en promedio. Crecen en las zonas tropicales de América del Sur y África. Entre sus nombres comunes se encuentran andiroba, cedro macho y figueroa. 
Algunas especies de esta planta son:
- Carapa guianensis - llamada andiroba, cedro macho, caoba bastarda, caoba del Brasil. Crece hasta 40 m de altura en la cuenca del Amazonas; produce una nuez de cuatro lados parecida a la castaña, de la cual se extrae un aceite, con algunas propiedades medicinales. Su producción tienen fines comerciales.
- Carapa nicaraguensis (algunos autores no aceptan que sea distinta a la C. guianensis) - llamada cedro bateo.
- Carapa procera - su distribución se limita a la región de las Guyanas en América del Sur.
- Carapa touloucouna (algunos autores no aceptan que sea distinta a la C. grandiflora) - presente mayormente en África Oriental.

### Usos
La madera de estas plantas es importante, así como el aceite que se extrae de sus semillas. En efecto, el nombre común de éstas, andiroba proviene del Ñe'engatú ñandí rob, que significa "aceite amargo". La Carapa guianensis produce unas semillas cuyo aceite es parecido al aceite de nim (un pesticida).

## Taxonomía
El género fue descrito por Jean Baptiste Christophore Fusée Aublet y publicado en Histoire des Plantes de la Guiane Françoise 2(Suppl.): 32, t. 387. 1775. La especie tipo es: Carapa guianensis Aubl.	

## Especies aceptadas
A continuación se brinda un listado de las especies del género Carapa (planta) aceptadas hasta enero de 2013, ordenadas alfabéticamente. Para cada una se indica el nombre binomial seguido del autor, abreviado según las convenciones y usos.
- Carapa angustifolia Harms
- Carapa batesii C.DC.
- Carapa dinklagei Harms
- Carapa guianensis Aubl.
- Carapa hygrophila Harms
- Carapa megistocarpa A.H.Gentry & Dodson
- Carapa procera DC.